# Brachionidium syme-morrisii
Brachionidium syme-morrisii là một loài thực vật có hoa trong họ Lan. Loài này được Luer mô tả khoa học đầu tiên năm 1995.